# Pfälzer Residenz-Weinstube

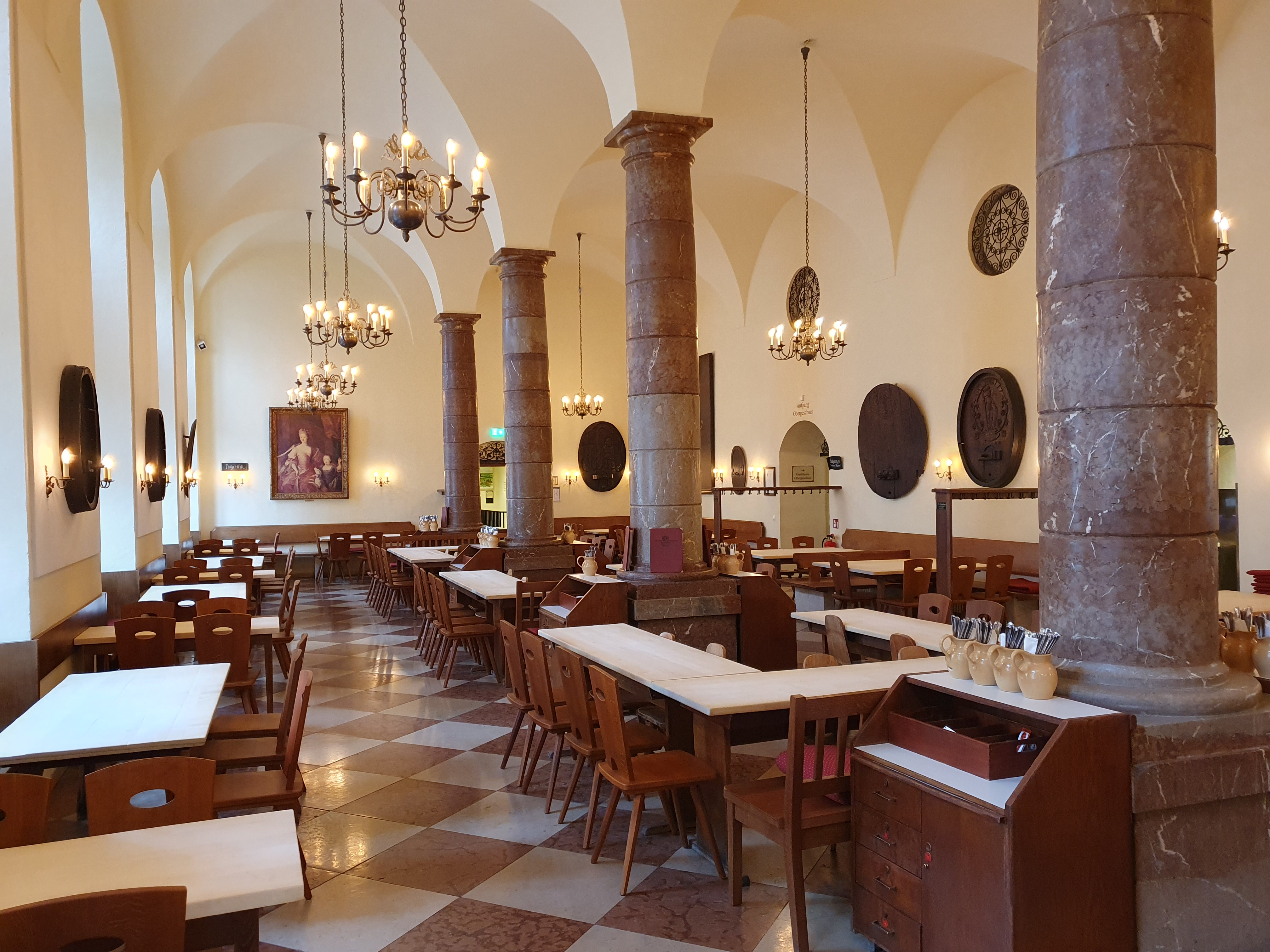
Viersäulensaal Pfälzer Residenz-Weinstube München

Die Pfälzer Residenz-Weinstube (Eigenschreibweise: Pfälzer Residenz Weinstube) ist eine Gaststätte in den Räumen der Münchner Residenz. Sie ist eine Weinstube nach Pfälzer Vorbild außerhalb der historischen Pfalz und verfügt über ein großes Angebot an Pfälzer Weinen und Speisen. Die Pfälzer Residenz-Weinstube ist das größte Weinlokal Deutschlands, in dem kein Bier ausgeschenkt wird. Sie bietet ausschließlich Pfälzer Weine an. Aktueller Pächter ist der Landesverband der Pfälzer in Bayern e.V., Verpächter ist der Freistaat Bayern in Form des Bayerischen Finanzministeriums.

## Geschichte
1948 fand im Haus der Kunst in München eine bayerische Exportschau mit dem Titel Bayern geht nach New York statt, wo zu Werbezwecken in einer „Probierstube“ Pfälzer Wein ausgeschenkt wurde. Die Probierstube wurde so gut angenommen, dass sie 1949 nach Exportschauende in der Neuen Sammlung an der Prinzregentenstraße weitergeführt wurde. 1950 schließlich wurde durch den inzwischen gegründeten Landesverband der Pfälzer im rechtsrheinischen Bayern eine Pfälzer Probierstube im Einsäulensaal der Münchner Residenz, der Alten Hartschierwache, gegründet. Ziel war damals, eine angestrebte Wiedervereinigung von Bayern und der Pfalz durch die Einnahmen zu unterstützen.
1970 zog die Pfälzer Weinprobierstube aufgrund inzwischen bestehender hoher Nachfrage in den größeren Viersäulensaal im Steinzimmertrakt der Münchner Residenz um. Der bisherige Stil blieb erhalten. Dieser wurde von den Wiedererbauern der im Zweiten Weltkrieg stark zerstörten Münchner Residenz, Prof. Rudolf Esterer und Prof. Otto Meitinger, geprägt. 1974 wurde aus den Erträgen der Weinstube die Bayern-Pfalz-Stiftung zur Förderung junger Pfälzerinnen und Pfälzer, die in Bayern eine Ausbildung machen wollen, begründet. 2000 erfolgte eine Umbenennung in Pfälzer Residenz Weinstube München, da der alte Name Pfälzer Weinprobierstube, der noch aus der Zeit des Messeausschanks 1949 im Haus der Kunst stammte, nicht mehr passend erschien. Von 2017 bis 2019 fand eine großangelegte Sanierung des Nordwestflügels der Münchner Residenz und damit auch der Räumlichkeiten der Residenz-Weinstube statt, sodass sie in dieser Zeit vorübergehend wieder in den Einsäulensaal der Residenz zog, in dem sie bereits in ihrer Anfangszeit untergebracht war. 2019 kehrte sie in den Viersäulensaal, der während der Sanierung auch barrierefrei wurde, zurück.

## Räumlichkeiten

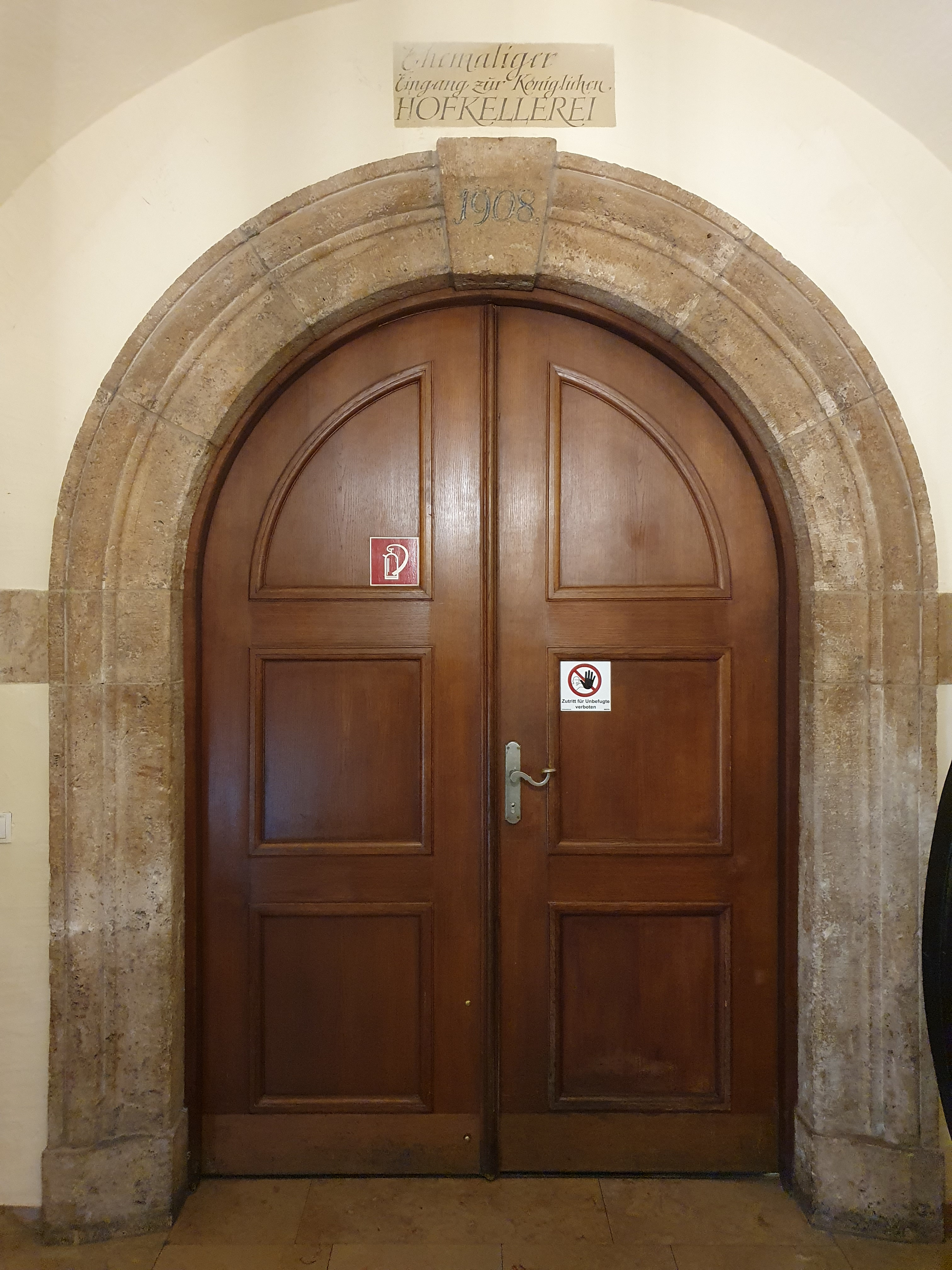
Eingang zum Weinkeller, Pfälzer Residenz-Weinstube München

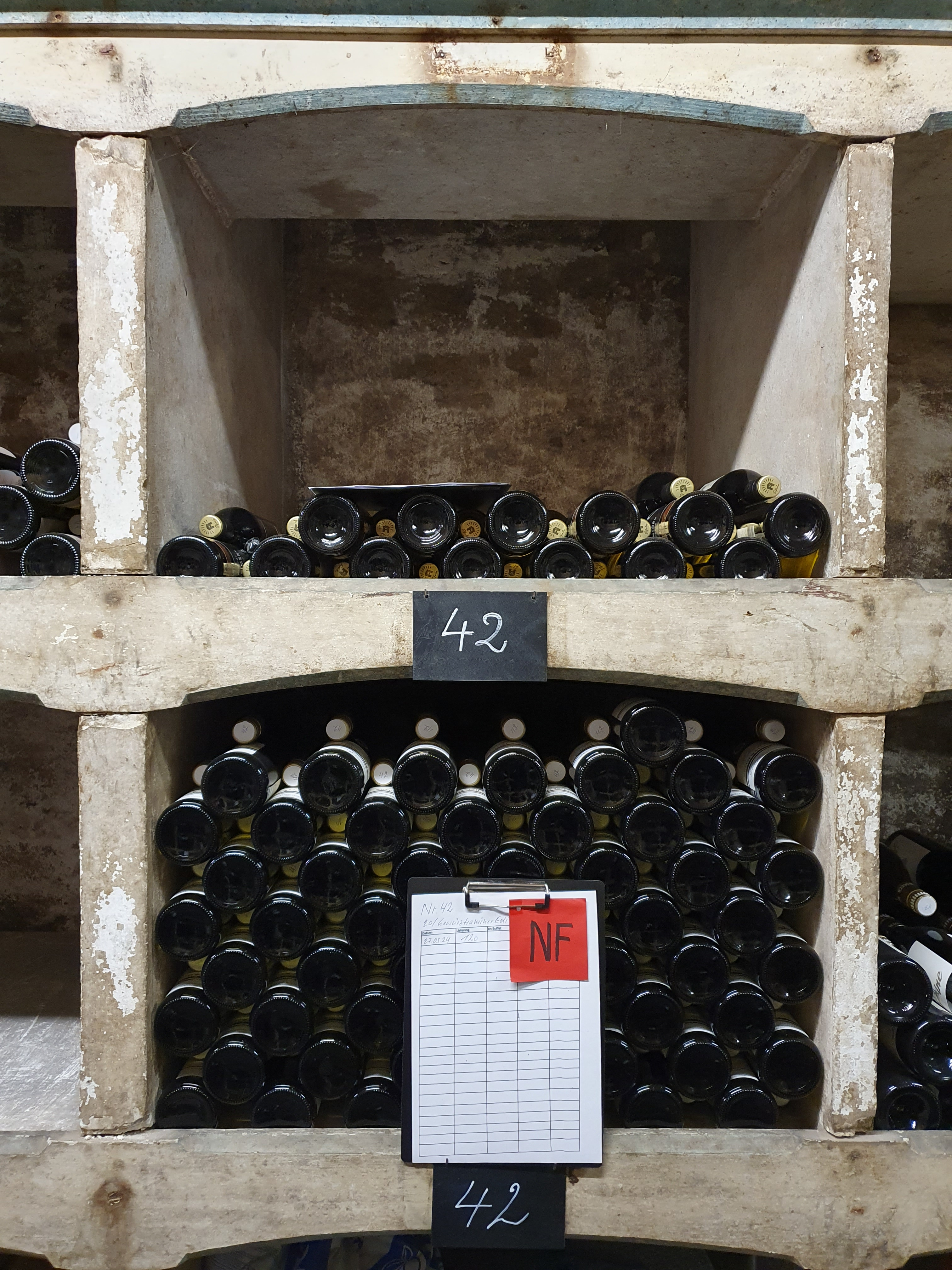
Flaschenweine der Pfälzer Residenz-Weinstube

Die Pfälzer Residenz-Weinstube befindet sich im Erd- und Zwischengeschoss des Steinzimmertraktes der Münchner Residenz. Namensgebend für diesen Bereich der Residenz sind die sogenannten Steinzimmer, erbaut von Herzog Maximilian I. Anfang des 17. Jahrhunderts. Diese Zimmer wurden bereits von Beginn an für repräsentative Gäste benutzt, z. B. hohe Würdenträger oder Staatsbesuche, und können im Kontext des Residenzmuseums besichtigt werden. Genau unterhalb der Steinzimmer befinden sich die Räumlichkeiten der Pfälzer Residenz-Weinstube, bestehend aus: Im Erdgeschoss: dem Viersäulensaal, der Trifelsstube und der Sickingenstube. Im Obergeschoss (Zwischengeschoss): der Domstube, der Bayern-Pfalz-Stube, der Komtureistube und der der Winzerstube. Zusätzlich zu den Räumlichkeiten bewirtschaftet die Weinstube Plätze im Freien im Kaiserhof der Residenz. Insgesamt bietet die Pfälzer Residenz-Weinstube über 500 Gästen Platz. In den Kellergewölben, die zu den ältesten Teilen der Münchner Residenz gehören, lagern bis zu 60.000 Flaschen.